# 빈스 멜러니
빈스 멜러니(Vince Melouney, 1945년 8월 18일 ~ )는 오스트레일리아에서 출생한 영국의 록 음악 가수 겸 기타 연주자이자 작곡가 겸 편곡가 및 음반 프로듀서이다.

## 생애
오스트레일리아 뉴 사우스 웨일스 주 시드니에서 출생한 그는 1963년 오스트레일리아에서 록 음악 그룹 "Billy Thorpe & the Aztecs"의 기타리스트로 가수 첫 데뷔하였고 1967년 오스트레일리아에서 록 음악 그룹 "비 지스(Bee Gees)"의 데뷔 음반에 기타리스트로 참여하였으며 편곡가로도 데뷔하였다.
이후에도 기타리스트 및 작곡가 겸 편곡가와 음반 프로듀서로 활동하였고 1980년대 중반 시기부터 영국에서 대중음악가로 활동하였으며 영국 시민권을 취득하였다.

## 같이 보기
- 배리 깁
- 로빈 깁
- 모리스 깁
- 앤디 깁
- 콜린 피터슨
- 빌리 소프